# ジョン・クレランド
ジョン・クレランド（John Cleland, 1709年9月24日 - 1789年1月23日）は、イギリスの小説家。近代エロチック小説の鼻祖『ファニー・ヒル』 の作者として知られる。

## 生涯
サリーのキングストン・アポン・テムズ生まれ、ロンドン育ち。3人兄弟の長男。
父は英国陸軍士官（後に公務員）だったウィリアム・クレランド（William Cleland）、母はルーシー・クレランド（Lucy Cleland）。父は詩人アレキサンダー・ポープの友人であり、ルーシー・クレランドもまたポープ、ボリングブルック（Viscount Bolingbroke、政治家・文筆家）、チェスターフィールド伯爵（Chesterfield、外交官）、ホレス・ウォルポール（Horace Walpole、『オトラント城奇譚』の著者）らの友人知人であった。一家は財産家であり、ロンドンの文学や芸術のサークルに属していた。
ジョン・クレランドは1721年にウエストミンスター・スクールに入学したが、1723年に中退もしくは退学させられている（理由は財政的なものではないが、不明）。その後、東インド会社に入社。1728年から1740年までボンベイに在住。父の死に際してロンドンに帰還。
1748年、840ポンド（2005年の相場換算だと約10万ポンド）の負債により逮捕され、フリート刑務所に収監される。その獄中でクレランドは『ファニー・ヒル』を執筆し、1748年11月と1749年2月の二度に分割して出版された。
1749年3月に釈放されるが、同年11月には『ファニー・ヒル』の出版元、印刷業者と共に逮捕された。『ファニー・ヒル』は公式に発禁とされ、その後100年以上にわたり再版は認められなかった。この裁判でクレランドは、自分が作者であることを公式に否定し、書物の内容について全く関与していないとの見解を取った。
だが発禁処分にもかかわらず『ファニー・ヒル』は地下出版物として異例のヒットを続け、アンダーグラウンドで海賊版が出版され続けた。この海賊版には、男性同性愛に関する新たな記述が付け加えられるなど、当時の社会ではいっそう許容され得ないものとなっていった。
クレランドは1750年3月に『ファニー・ヒル』の削除修正版を製作出版するが、再び起訴された。
『Monthly Review』誌に掲載されたクレランドの死亡記事には、クレランドが『ファニー・ヒル』にこれ以上猥褻な加筆を行わない補償として100ポンドの政府年金を与えられたと記された（ただしこの年金に関する公式な記録はなく、クレランドのファンによる創作ではないかともされる）。
クレランドはデビッド・ギャリック（David Garrick、著名な俳優、劇作家）の友人となり、ジェイムズ・ボズウェル（James Boswell、法律家、作家）は彼の就職先を捜すなどした。
釈放後、クレランドは雇われ作家となり、様々な作品を執筆している。
「Memoirs of a Coxcomb」(1751)と「The Woman of Honour」(1768)の 2つの長編、
悲劇「Titus Vespasian」(1755)、2編の喜劇「The Ladies Subscription」(1755)と「Tombo-Chiqui, or, The American Savage」(1758)、フランスの小説の翻案「Dictionary of Love」(1753)、韻文「"The Times!"」(1760、1761)、ロバート・ドッズリー(Robert Dodsley)の「The Oeconomy of Human Life」をネタにしたバーレスク（戯作）「The Oeconomy of a Winter's Day」(1750)、ポンパドゥール夫人の伝記(1960)などである。
また、その他多くの翻訳や批評を行い、1749年から1787年までの間、30の批評を『Monthy Review』誌に、200以上の記事を『Public Advertiser』誌に寄稿した。
クレランドは1789年に未婚のまま死去し、ロンドンウェストミンスター寺院の隣にある聖マーガレット教会に埋葬された。

## 日本語訳一覧
- 『ファニー・ヒル』[1]
Fanny Hill、Memoirs of a Woman of Pleasure、Memoires de Fanny Hill、femme de plaisir
  - 『ファニー・ヒル』原笙二訳 園書房（美和書院）1951年
  - 『情婦ヒル』松戸淳訳 紫書房 1951年。改訂版・論創社 2004年
  - 『ファニイ・ヒル』清水正二郎訳 浪速書房・新書判 1965年。のち改題『ファニー・ヒル』
  - 『ファーニィ・ヒル』江藤潔訳 角川書店（角川文庫）1968年。電子書籍で再刊 
    - 『完訳 ファーニイ・ヒル』江藤潔訳 富士見書房（富士見ロマン文庫）1983年

  - 『一娼婦の手記』中地知夫訳 田園書房 1969年
    - 『ファニー・ヒル』中野好之訳 筑摩書房（ちくま文庫）1994年。改訳版

  - 『ファニー・ヒル』中込純次訳 三笠書房 1969年
  - 『ファニー・ヒル』吉田健一訳 河出書房新社（人間の文学1）1965年
    - 『ファニー・ヒル』吉田健一訳 河出書房新社 1993年。河出文庫 1997年。改訂版

  - 『新訳 ファニー・ヒル』及川寛平訳 宝島社（宝島社文庫）2005年
  - 『ファニー・ヒル 快楽の女の回想』小林章夫訳 平凡社ライブラリー 2012年
  - 『ファニー・ヒル』伴吉彦訳 グーテンベルク21(電子書籍) 2015年
- 上記以下の作品
  - 『道楽者の手記』吉田健一訳 河出書房新社（人間の文学2）1966年
  - 『ファーニィ・ヒルの娘』須賀慣訳 角川書店（角川文庫）1977年。電子書籍で再刊